# Saurikh
Saurikh é uma cidade e uma nagar panchayat no distrito de Kannauj, no estado indiano de Uttar Pradesh.

## Geografia
Saurikh está localizada a 27° 02′ N, 79° 29′ L. Tem uma altitude média de 151  metros (495  pés).

## Demografia
Segundo o censo de 2001, Saurikh tinha uma população de 10 888 habitantes. Os indivíduos do sexo masculino constituem 53% da população e os do sexo feminino 47%. Saurikh tem uma taxa de literacia de 57%, inferior à média nacional de 59.5%: a literacia no sexo masculino é de 63% e no sexo feminino é de 51%. Em Saurikh, 18% da população está abaixo dos 6 anos de idade.